# کیران ریچاردسون
کیران ریچاردسون (به انگلیسی: Kieran Richardson) بازیکن فوتبال زادهٔ ۲۱ اکتبر ۱۹۸۴ اهل کشور انگلستان است و سابقهٔ بازی در تیم ملی فوتبال انگلستان را در کارنامهٔ خود دارد. وی در تاریخ ۲۸ مه ۲۰۰۵ نخستین بازی ملی خود را در مقابل تیم ملی فوتبال ایالات متحده آمریکا انجام داد و با حضور در ۸ بازی ملی، در تاریخ ۱۵ نوامبر ۲۰۰۶ واپسین بازی ملی‌اش را در برابر تیم ملی فوتبال هلند برگزار کرد.
این بازیکن توانسته در بازی‌های ملی، ۲ گل به ثمر برساند.